# Aeroportul Manatee
Aeroportul Manatee (IATA: MZE, ICAO: MZSL) este un aeroport din Belize.
Situat la o altitudine de 105 m, aeroportul dispune de o singură pistă.